# 嘻哈乌龙院
《嘻哈乌龙院》是在《乌龙院四格漫画》的基础上制作的动画短片，在腾讯播出。华漫兄弟(天津)互动娱乐有限公司用Flash形式制作。总裁李儒奇说“国内的动漫产业往往只重视作品艺术性的创作，而忽略了长远的产业发展，可以说是输在了起跑线上。”也叫《嘻乌哈龙国》，故事发生在一个有“天和、地和、人和、己和”四和精神的四合院。